# Tinodes chinchinus
Tinodes chinchinus är en nattsländeart som beskrevs av Martin E. Mosely 1942. Tinodes chinchinus ingår i släktet Tinodes och familjen tunnelnattsländor. Inga underarter finns listade i Catalogue of Life.